# Рудник Вршка Чука
Рудник Вршка Чука налази се на истоименој планини, недалеко од Зајечара, непосредно уз српско-бугарску границу. Вршка Чука је најмањи рудник са подземном експлоатацијом у Србији и експлоатише се камени угаљ антрацит. Тачан датум када је угаљ откривен није познат. Педесетих година, са око 500 радника, производио је 55.000 тона угља годишње.

## Положај
Са источне стране непосредно поред рудника налази се бугарска граница, на западу Тимок а на североистоку Великоизворски плато.
Терен Вршке Чуке, посматрано у целини, представља једну велику и широку, прилично сложену антиклиналу, правца пружања ССЗ-ЈЈИ, чији се темени део издиже ка југ-југоистоку и шири, а ка северо-североистоку тоне и сужава. Рудник је од утоварне железничке станице Грљан, на прузи Ниш – Прахово удаљен око 3 километра. Угљенокоп је повезан са Зајечаром асфалтним путем дужине 3,5 км до грљанске раскрснице а потом регионалним путем вишег реда, Ниш-Књажевац-Зајечар.
Рудник се налази на 347 метара надморске висине. Дубина окна износи 200 метара.

## Историја

### Историја експлоатације рудника Вршка Чука - Аврамица
Рудник каменог угља Вршка Чука - Аврамица је основан 1884. године, а први писани документ о истраживањима и квалитету угља Вршке Чуке, сачинио је С. Лозанић 1881. Захваљујући Лозанићу и истраживањима Ј. Жујовића (1882–1886), први подземни рударски радови започети су 1884. на локалитету Прлита. Осим Лозанића и Жујовића, у каснијим истраживањима геолошке грађе, тектонике и енергетских потенцијала Вршке Чуке учествовала је плејада истакнутих српских геолога Ј. Поповић, В. Петковић, М. Павловић, К. Петковић, Н. Пантић и др.
Повластицу за Вршку Чуку под именом Прлита (рудник се налази у атару села Прлита по коме је повластица добила име) добио је 1884. године купац из Будимпеште Јозеф Хирш. Хирш је ову повластицу држао до 1887. Највећи и најзначајнији акционар овог друштва било је једно од најјачих индустријских друштава Белгије Сошиете генерале пур фаворисер л'индустрие национале, које је свој капитал улагало у индустријска и рударска друштва.
Експлоатацију угља отпочео је у локалности Прлита али је рудник радио само три године. Производња је одустављена 1887. године.
Исте године Белгијско индустријско друштво улаже знатан капитал и отвара нови модерни рудника „Вршка Чука”. Две године касније изграђена је пруга дужине 85 км. Ускотрачна пруга повезивала је рудник до брикетнице у Радујевцу на Дунаву. Угаљ из Вршке Чуке, захваљујући брикетирању, нашао је своје тржиште у извозу, и почео да на Дунаву замењује скупљи енглески угаљ. Поред паробродарских друштава, чији су бродови пловили Дунавом, угаљ је продаван и индустрији и железници у Румунији и Бугарској. Према општој оцени, у периоду 1898-1908. године рудник и брикетница су постигли највећу производњу угља и брикета и успевали да производњу стабилизују све до Балканских ратова, када су настали и први озбиљнији поремећаји који су још увећани након избијања Првог светског рата.
И поред успешног рада рудника и брикетнице, анализа коју је почетком 20. века израдило Министарство народне привреде, показује да је Вршка Чука нерентабилно предузеће, оптерећено великим инвестицијама и трошковима и да ради са губитком. Пред Први светски рат финансијска ситуација у руднику почиње да се поправља и предузеће са производњом око 40.000 тона угља годишње почиње да ради рентабилно.
Комлексна истраживања угљеносности започета су 1957. године, када је због недовољне истражености рудник био пред затварањем. Након резултата испитивања, показало се да је лежиште „Мала Чука” најпродуктивнији део угљеносне области. Исте године изграђен је поткоп и кренуло се са производњом.
Од 1889. до 1951. Вршка Чука је произвела 2,56 милиона тона каменог угља. У периоду 1951-2000. произведено је још 1,67 милиона тона. Укупно је 1889-2001. Вршка Чука произвела 4,2 милиона тона каменог угља (антрацита). Максимална производња од 60.718 угља остварена је 1937. године.

### Историја експлоатације рудника Српски Балкан
Године 1912. отворен је рудник „Српски Балкан” под концесијом Ђорђа Генчића. Експлатација је вршена из поткопа дугог 150 метара. Због посности и лакој дробљивости угаља, у Грљану је 1923. године изграђена брикетница. Угљенокоп и брикетница, 1924. године, спојени су жичаром дугом око 2,8 километара.
Рудник Српски Балкан (Аврамица) отворен је недапеко од матичног рудника (Вршке Чуке). Од места Грљан удаљен је 3 км а од Зајечара 7,5. Рудник је отворен на терену који је некада припадао повластици Прлита који је вероватно, у време када је Вршка Чука смањила своју повластицу (1895), напуштен.
Геолошки услови су углавном исти као и у Вршкој чуки, осим што је овај блок мање захваћен тектоником, те су слојеви угља „мирнији" и регуларнији. У блоку постоје четири угљена слоја, од којих су три слоја на међусобном одстојању 6-8 метра, дебљине између 0,6 и 0,8 м, док се четврти, дебљине 1-1,1 метар, од ова три слоја налази дубље за 28 м.
Угљени изданци у Аврамовом потоку познати су још из прошлог века, али озбиљнији истражни радови започети су тек 1908. године када је истражно право затражио и добио Ђорђе Генчић. Истражни радови трајали су до 1912, када је носилац истражног права затражио и добио повластицу под именом Српски Балкан.
Стекавши услове за захтев за добијање повластице, Ђорђе Генчић, бивши министар и власник великог парног млина у Зајечару, 1912. године је затражио и добио повластицу под именом Српски Балкан. Прво балкански ратови, а затим Први светски рат, спречили су значајније радове на даљем истраживању лежишта, отварању рудника и експлоатацији угља. За време Првог светског рата Бугари су интензивно радили у овом руднику и покушали да остваре што већу производњу угља. Приликом повлачења Бугари нису успели да значајније оштете рудник, рудничке уређаје и инсталације, тако да је првобитни власник (Ђ. Генчић) преузео од Бугара готово неоштећен рудник, што му је омогућило да уз помоћ државних фондова рудник обнови и веома брзо започне са редовном производњом угља. Ради бољег пласмана ситних класа власник рудника је у Грљану (1923/24) изградио брикетницу, која је ваздушном жичаром била повезана са рудником. У то време откопаван је угљени слој дебљине 0,2-5, у просеку око 2 метра. Производња је организована на два хоризонта, на дубини од 50 и 150 метара испод површине. Иако је капацитет рудника пројектован и изграђен за дневну производњу угља од 150 тона, из јаме се дневно извозило само 50 тона.
О стању у руднику, с почетка тридесетих година 20. века, нешто више се сазнаје од М. Здравковића и П. Јовановића. Према њиховом налазу, угљени слој је знатно тањи него раније и креће се између 0,8 и 1 метра, мада на појединим местима достиже и знатно већу дебљину, до 4 на чак и 6 метара. Показало се да је по пружању слој постојан.
Рудник је био активан до краја Другог светског рата (1944), када је производња угља у овој јами обустављена.

## Рудник данас
Производња у лежишту „Мала Чука” је данас једини активни угњенокоп у области Вршке Чуке од 1959. године.
Рудник представља специфичност због производње филтрацита, филтерског угља намењеног за пречишћавању вода. Судбина рудника